# Santa Maria de Folgueroles
Santa Maria de Folgueroles és una església de Folgueroles (Osona), catalogada com a bé cultural d'interès local.

## Història i descripció
Documentada el 967, va ser ampliada al segle xiii per la part de ponent amb un atri a tres vents. A principis del segle xvii s'hi construir la capella del Roser, seguida per les de Sant Isidre i Sant Joan Evangelista, enderrocant dos dels tres absis originals. A finals d'aquest segle, es va arranjar la teulada i se'n van reformar modificar els peus, aixecant la volta de l'atri i unint-lo a la nau. Aquesta reforma va incloure també el trasllat de la portalada, i es van col·locar dos sarcòfags gòtics, avui desapareguts, dins d'arcosolis d'arc apuntat.
El 1730, es va reconstruir la sagristia, incendiada per les tropes franceses durant el segle anterior. A finals del segle xviii es va construir un pis sobre la volta de l'església per solucionar els problemes d'humitats i es dissenyà l'actual façana barrocaa façana actual, coronada amb un campanar d'espadanya, datat el 1796 sobre la pedra. També s'incorporà l'atri a la nau, i la portalada romànica de migjorn va ser traslladada a la façana de ponent, emmarcada en un cos sobresortint formant una espècie de templet.
El 1880, es van dur a terme reformes als altars dedicats a Sant Joan Evangelista i Sant Miquel, i es va construir un mur que tancava el recinte del cementiri. Fins a l'any 1884, aquest n'ocupava la part davantera, però després passà a ocupar la part esquerra i posterior, i ja al segle xx fou suprimit del tot.
El 1936, l'església fou convertida en garatge i es va destruir la portalada. Un cop acabada la Guerra Civil, va ser reconstruïda sota la direcció de Camil Pallàs, arquitecte del Servei de Patrimoni Arquitectònic Local de la Diputació de Barcelona, sense respectar la tipologia ni el color de la pedra de la resta. També es van perdre els sarcòfags i el retaule d'altar obrat vers 1735 per S. Pujol.

## Descripció
El temple actual és de nau única capçada per un absis semicircular. Aquest presenta decoració d'arcuacions entre lesenes i tres finestres de doble esqueixada, amb la particularitat que la central se sobreposa a la lesena. Al mur de migjorn es conserva un tram de les arcuacions que devien recórrer les dues naus. La nau és coberta amb volta de canó i l'absis amb volta de quart d'esfera. Tot l'interior ha estat repicat deixant la pedra vista i posant en relleu els elements romànics originals (finestres cegades, portes, etc).
La portalada és d'arcs de mig punt en degradació amb arquivoltes sostingudes per dues columnes per banda amb capitells decorats amb motius vegetals i figuratius. En la reconstrucció es va invertir la ubicació interior i exterior dels capitells.
A l'exterior, hi ha també un relleu inacabat de Manolo Hugué al timpà de l'arc paredat de l'atri del mur de migjorn, col·locat en commemoració del centenari del naixement de Jacint Verdaguer. Al Museu Episcopal de Vic es conserven uns fragments de pintures murals d'estil gòtic incipient, que representen l'escena del Calvari i estan datades a finals del segle xiii.